# Soesilarishius paxiuba
Soesilarishius paxiuba – gatunek pająka z rodziny skakunowatych.
Gatunek ten opisany został w 2013 roku przez Gustavo Ruiza na podstawie parki okazów.
Skakun o ciele długości między 2,6 a 3,1 mm. Ma ciemnobrązowy karapaks oraz jasnobrązowe szczękoczułki, wargę dolną, sternum i endyty. Nogogłaszczki są jasnobrązowe u samicy, a ciemnobrązowe u samca. Opistosoma jest ciemnobrązowa z białymi łuskami na przedniej krawędzi i w dwóch plamkach z tyłu, a u samicy jeszcze z kremowym spodem. Kądziołki przędne obu płci są żółte. Samiec ma prosty, wyrastający ze środka przednio-bocznej powierzchni bulbusa embolus, jajowate tegulum i krótką, zakrzywioną brzusznie apofizę retrolateralną. Samica ma epigyne z szeroką kieszonką środkową i powiększone, nerkowate spermateki.
Pająk neotropikalny, znany tylko z Parku Narodowego Serra do Pardo w brazylijskim stanie Pará.